# Centipede-Lake-Way-Uranlagerstätte
Die Centipede-Lake-Way-Uranlagerstätte befindet sich im Lake Way, einem 46.000 Hektar großen Salzsee, im mittleren Western Australia, ungefähr 15 km südlich von Wiluna.
Der Name des Sees und der Projektname Centipede-Lake Way project stammen von einer nahegelegenen Viehzuchtstation, der Lake Way Station.
Am meist trocken gefallenen See führt die Leinster-Wiluna Road entlang, die Teil des Goldfields Highway ist.
An diesem See befindet sich ein Uran-Abbauprojekt, das von der Toro Energy betrieben wird und mit der Uranproduktion im Jahr 2013 beginnen soll. Es ist beabsichtigt dort einen zweiten Uranbergbau nach dem Lake-Maitland-Projekt in Western Australia zu eröffnen, der mit einem Uranabbau ab 2012 beginnen wird. Ein drittes Uran-Projekt ist die Yeelirrie-Uran-Lagerstätte der BHP Billiton, die ab 2014 mit dem Abbau beginnen wird. Die drei Uranlagerstätten in Western Australia liegen in einem Umkreis von 100 km um Wiluna.

## Bergbau

### Gold
Der See ist ein Teil des offenen Tagebaus der Wiluna Gold Mine, der sich in dem trockengefallenen See befindet und durch einen Damm erreichbar ist, der von 2005 bis 2007 gebaut wurde., allerdings beinhaltete die Mine lediglich etwa 1,75 g/t. Nach den hohen Erwartungen, die von 25 g/t ausging, galt die Operation als misslungen, da die Erwartungen nicht erfüllt wurden. Im Tagebau ereignete sich des Weiteren im Juli 2005 auch ein schwerer Unfall.
Agincourt Resources, der Eigentümer des Bergwerks zu jener Zeit, gliederte die Lagerstättenerkundung in die neugebildete Nova Energy im April 2005 aus. Nach der Übernahme der Agincourt durch die Oxiana Limited, wurde die Nova Energy eine Tochter der Toro Energy im August 2007.

### Uran-Abbauprojekt

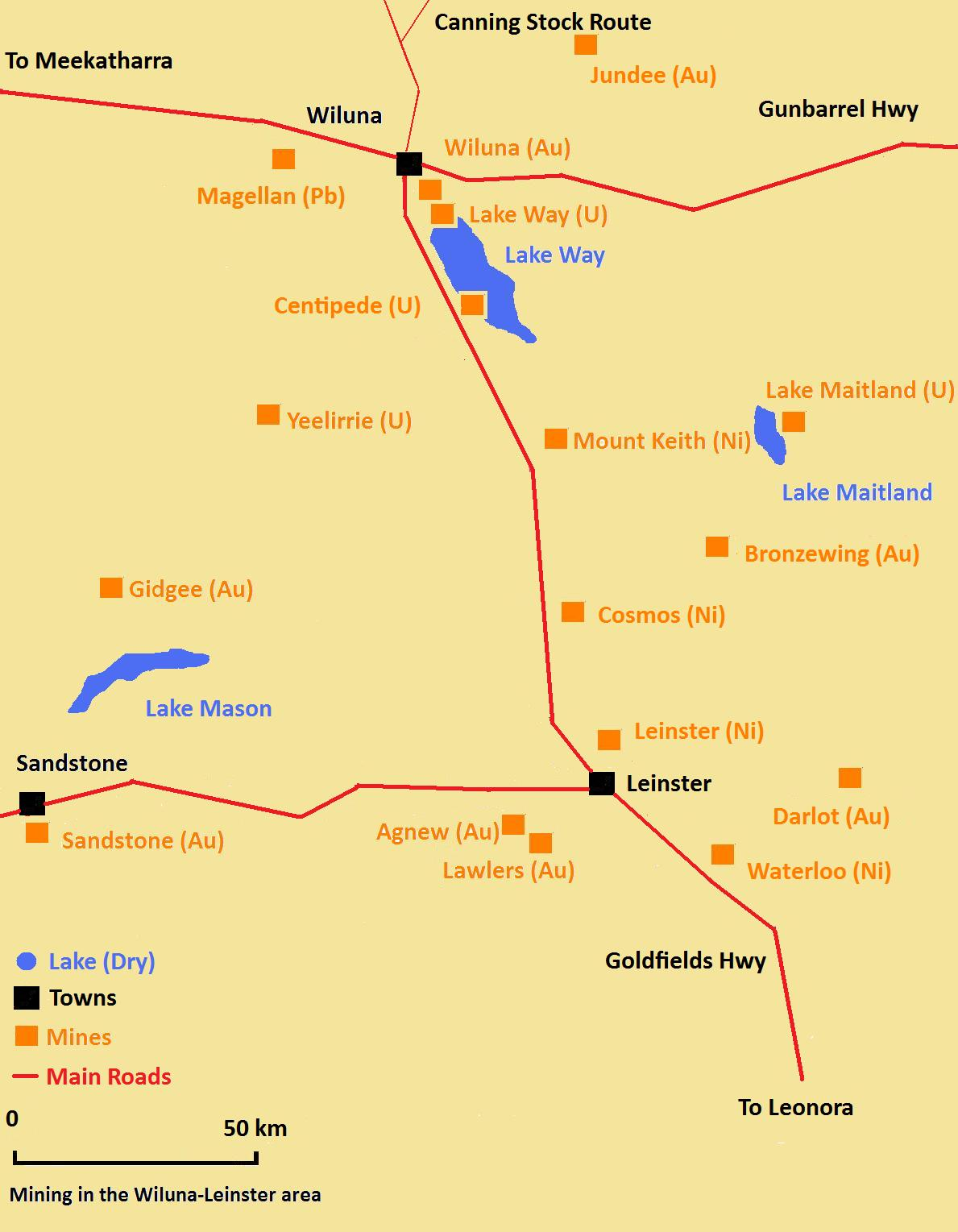
Bergbau im Gebiet von Wiluna-Leinster

Das sechs Jahre anhaltende Verbot von Uranabbau in Western Australia, das die Australian Labor Party verhängt hatte, wurde 2008 aufgehoben, als die Wahl in Western Australia durch die Liberal Party of Australia gewonnen wurde. Zwei Bergbauprojekte werden eine Uranproduktion mit 750 Tonnen U3O8 in den Jahren 2012–2013 am Lake Maitland und mit dem Abbau von U3O8 am Lake Way der Toro Energy beginnen.
Diese Uranprojekte in Western Australia riefen den Protest der Antiatomkraftbewegung in Australien wie der Anti-Nuclear Alliance of Western Australia hervor, die den Stopp der Projekte forderte.
Der Uranabbau am Lake Way ist kein neues Projekt, sondern geht auf das Jahr 1978 auf die Wyoming Mineral Corporation und Delhi International Oil zurück. 1982 erlaubte die australische Regierung der Delhi International die Entwicklung des Uranbergwerks, allerdings wurde das Projekt im folgenden Jahr aufgegeben. Der Bergbau sollte in Form kleiner Tagebauen über einer Fläche von neun Quadratkilometern verteilt erfolgen.
Die aktuellen Bergbauaktivitäten am Lake Way betreffen zwei Vorkommen, die Lagerstätte Lake Way am nördlichen Ende des Sees und die Lagerstätte Centipede auf der südwestlichen Seeseite. Toro plant einen Uranabbau in Form eines Lösungsbergbau mit einer Produktion von 700 Tonnen bis zur Erschöpfung des Vorkommen nach 10 Jahren.
Im Februar 2010 erhielt Toro von der australischen Umweltministerin von Western Australia Donna Faragher die Nachricht, dass die Regierung den Widerspruch, den sie wegen Umweltbedenken eingelegt hatte, gegen den Uranabbau im Wilunaprojekt zurückgezogen habe. Die Regierung erlaubte nun eine Überprüfung des Vorkommen in Form eines Testbergbaus am Lake Way, was auch bedeutete, dass damit auch die Abbau-Erlaubnis durch die Halter des Native Title verbunden ist. Nachdem dies im Mai 2010 erfolgt war, begann ein acht Wochen anhaltender Testbergbau.
Das Mitglied des Parlaments von Western Australia Robin Chapple beanstandete, dass das radioaktive Uranoxid ungeschützt und nicht abgedeckt im Jahr 2010 am Lake Way liege, obwohl eine diesbezügliche Anfrage bereits 2000 gestellt worden war. Das Department of Mines and Petroleum führte hierzu aus, dass sich dieses Material nach Untersuchungen wie das vorhandene lokale natürliche Gestein verhalten habe.